# ラストアイドル
ラストアイドルは、日本の女性アイドルグループである。秋元康が企画したオーディション番組『ラストアイドル』から誕生。2017年12月20日にCDデビュー、2022年5月31日に活動終了。バトルと称されるオーディションシステム、高難度企画への挑戦を特徴とする。

## 概要

### オーディションバトルによるグループの形成
2017年7月、秋元康が新しいアイドルグループのプロデュースを目的に究極のオーディション番組を企画、募集を開始した。従来のアイドルオーディションとは異なり、プロアマ経歴を問わない、デビュー曲、振り付け、衣装などの事前決定、初期メンバーは番組中のバトル（パフォーマンス対決）によりデビュー直前まで入れ替わる可能性があることを特徴としていた。
2017年8月、番組『ラストアイドル』の初回放送で暫定メンバー7名が発表されて以降、毎週挑戦者が現れ、その時点の暫定メンバーのうち一人を指名、1対1のパフォーマンスバトルが行われた。バトルはランダムに指名される審査員により決せられ、挑戦者が勝利した場合は、暫定メンバーと入れ替わる形式であった。
全22戦のバトルを経て正式メンバーが確定、2017年12月20日に7人組の女性アイドルグループ「ラストアイドル」がデビューした（1stシングル）。バトルにおける敗退者から、3 - 6人のセカンドユニットが結成され、最終的に4つのセカンドユニットと「ラストアイドル」を合わせて、25名のラストアイドルファミリー（1期生）が形成された。1期生は、2018年1月からのプロデューサバトル（2ndシングル）、6月からのプロデューサバトル（4thシングル）を行い、「ラストアイドル」のCD表題曲をバトル形式で争った。4月から2期生バトル（5thシングル）を開始、10月にバトル敗退者による2期生アンダーもファミリーに加わり、52名体制となった。

### ファミリーとしての活動と高難度企画への挑戦
3rdシングルは2期生加入前のメンバー全員参加の表題曲とされ、ユニットを超えたシャッフルユニットをカップリング曲に採用するなど、ユニット間の融和、バトルに限らないラストアイドルファミリーとしての活動を活発化した。2期生・2期生アンダーも加えた52名体制となったところで、2018年10月に番組「ラストアイドル」は「ラスアイ、よろしく！」に改名、代名詞となっていたバトルは一段落となり、バラエティ番組へと舵を切った。
2019年1月、全員参加の新企画「歩く芸術」が発表され、3か月にわたる猛特訓が放送された。その成果は、B.LEAGUE公式戦のハーフタイムショーで披露され、それに連動した6thシングルはメンバー全員参加となった。6thシングルは、グループ初のオリコンウィークリーランキング1位を獲得している。2019年6月からは、全員参加の7thシングルの振り付けとなる新企画「最高難度ダンス」に取り組み、神宮外苑花火大会で披露された。

### バトルへの回帰
全員参加のシングルが2作続いたが、2019年12月、8thシングルが選抜オーディションバトルとなることが発表された。オーディションの様子は番組内で放送され、2020年2月、18名が選抜メンバーとなる結果が発表された。
2020年7月、新企画「殺陣」への挑戦が発表され、9thシングルへの選抜を兼ねた取り組みとして進行、8thシングル選抜メンバー下位3名と、選抜外上位メンバー3名の入れ替え戦が下剋上バトルと銘打ち実施された。9thシングル選抜21名による「殺陣」パフォーマンスは、B.LEAGUE公式戦で披露された。
2021年1月、10thシングルに関連した新企画「ボリウッドダンス」が発表された。10thシングルはラストアイドル全員参加曲であることが前年12月の3周年記念コンサート中に発表されていたが、そのセンター（ヒロインと呼称）を決めるためのオーディションバトルが実施された。36名個別の課題ダンス映像について審査員1名と視聴者投票にて7名に絞り、7名への更なる課題ダンスへの視聴者投票と審査員2名による実技オーディションを加味して、ヒロインを決定した。10thシングルのパフォーマンスは、ラストアイドルYoutube公式チャンネルにて初披露、その後、ミュージックステーションにてMV同様に霜降り明星のせいやをダンスパートナーに迎えて披露された。
2021年8月から9月にかけては、「ラスアイサバイブ」と称し、卒業予定者を除く32名のメンバーによる1対1のパフォーマンスバトル全496戦と上位17名による立ち位置バトルが実施され、11thシングルの選抜17名が選出された。
このように、表題曲に関してはバトルへの回帰傾向にはあるものの、公演、イベント等での歌唱においては、ユニット、世代によらないシャッフルが常に行われており、「ラストアイドル」ファミリーとしての活動はむしろ活発化している。

### 活動終了に至る経緯
2020年1月に国内で初の感染者が確認されたCOVID-19は、ラストアイドルの活動に大きな影響を及ぼした。
2020年4月に発売された8thシングル「愛を知る」は、COVID-19の最初の国内感染拡大の時期に重なり、当初予定されていたリリースイベント、グループ撮影会、個別撮影会、個別握手会、プレミアムライブがすべて中止または延期となった。
9thシングル以降も、個別生電話会
、個別オンライントーク会、握手の代わりにお話をする個別リアルトーク会の開催等の工夫は見られたものの、不特定多数の集まるリリースイベントや個別握手会といった大規模集客イベントの開催は見送られてきた。コンサートやライブイベントについても、COVID-19の感染拡大の波の影響を受け、開催直前で無観客や中止・延期となるケースが相次いだ。
2022年3月9日、ラストアイドルが同年5月31日をもって活動を終了する旨の発表がなされた。活動終了の理由としては「コロナ禍で思うような活動をすることができない」ためとされている。
2022年5月29日、東京・有明の東京ガーデンシアターで昼夜2回のラストライブを実施。5月31日、KT Zepp Yokohamaにて「ラストアイドル 5年間ありがとう Farewell Party」を開催し、活動を終えた。

### 名称
当初、1stシーズンで勝ち残った7名が「ラストアイドル」だった。その後、2ndシーズンで「シュークリームロケッツ」が勝利した際、「ラストアイドル」の名称を「LaLuce」に改め、「ラストアイドル」の2ndシングル表題曲を「シュークリームロケッツ」が歌唱することになった。あくまで改名は旧「ラストアイドル」のみであり、「シュークリームロケッツ」の名称は存続している。3rdシーズンで勝ち残った2期生12名も、「ラストアイドル2期生」として「ラストアイドル」の5thシングル表題曲を歌唱している。「ラストアイドル in AbemaTV」2018年6月24日配信分時点では「ラストアイドル」の位置づけを端的に「称号」と表現している。 
グループ全体での活動は「ラストアイドルファミリー」を名乗り、1期生全員で歌唱している1stおよび2ndシングルのカップリング曲は「ラストアイドルファミリー」名義となっていたが、その後、3rdシングル表題曲を全員で歌唱したタイミングから、CDジャケットからファミリーの名称は消え、「ラストアイドル」の名前は、所属するメンバーおよびグループ全体の総称として使われている。公式モバイルサイト名称、公式ツイッター名称は「ラストアイドルファミリー」となっている。
2023年9月から活動開始した「新生ラストアイドル」は、ラストアイドルとの直接の関係は無い。
（同グループは2024年6月「my fav」に改名。）
| 順   | ユニット               | 表題曲名                     | ユニット確定日 | 発売日         | 備考                                                                   |
| ---- | ---------------------- | ---------------------------- | -------------- | -------------- | ---------------------------------------------------------------------- |
| 1st  | ラストアイドル         | バンドワゴン                 | 2017年12月17日 | 2017年12月20日 | 1stシーズンバトルで勝ち残った7名（後のLaLuce）                         |
| 2nd  | シュークリームロケッツ | 君のAchoo!                   | 2018年4月1日   | 2018年4月18日  | 2ndシーズンプロデューサーバトルで勝利し、権利獲得                      |
| 3rd  | 全員                   | 好きで好きでしょうがない     | 2018年7月1日   | 2018年8月1日   | 2期生加入前の全員で歌唱                                                |
| 4th  | LaLuce                 | Everything will be all right | 2018年8月26日  | 2018年10月24日 | プロデューサバトル第2弾で勝利し、権利獲得                              |
| 5th  | ラストアイドル2期生    | 愛しか武器がない             | 2018年9月30日  | 2018年12月5日  | 3rdシーズン2期生バトルで勝ち残った12名                                 |
| 6th  | 全員                   | 大人サバイバー               | 2019年3月10日  | 2019年4月17日  | 企画「歩く芸術」に参加した全員                                         |
| 7th  | 全員                   | 青春トレイン                 | 2019年7月26日  | 2019年9月11日  | 企画「最高難度ダンス」に参加した全員                                   |
| 8th  | 選抜メンバー18名       | 愛を知る                     | 2020年2月20日  | 2020年4月15日  | メンバー41人が参加した選抜オーディションバトルで選出                   |
| 9th  | 選抜メンバー21名       | 何人(なんびと)も             | 2020年9月24日  | 2020年11月4日  | 8枚目シングル選抜メンバーに加えて、下克上バトルに勝ち上がった3人で歌唱 |
| 10th | 全員                   | 君は何キャラット？           | 2021年2月19日  | 2021年4月28日  | ヒロインオーディションバトルにてセンターを選出                         |
| 11th | 17選抜                 | Break a leg!                 | 2021年9月27日  | 2021年12月8日  | ラスアイサバイブにて上位17名を選抜                                     |

### 活動終了後
2023年3月7日、新プロデューサー、新運営会社により「ラストアイドル新章」として新たにオーディションが開始され、9月22日より「新生ラストアイドル」として実際に活動を開始したが、2024年6月21日、グループ名が「my fav」に変更された。

## 略歴
2017年
- 7月8日、オーディション募集開始。
- 8月13日、番組『ラストアイドル』放送開始、初期暫定メンバー7名を紹介。
- 9月24日、グループ名「ラストアイドル」を発表。
- 10月15日、初の2ndユニット「Good Tears」を紹介。
- 11月5日、2ndユニット「シュークリームロケッツ」を紹介。
- 12月3日、2ndユニット「Someday Somewhere」を紹介。
- 12月17日、「ラストアイドル」の正式メンバー7名を決定。同日、2ndユニット「Love Cocchi」を紹介。
- 12月20日、「ラストアイドル」の1stシングル「バンドワゴン」を発売。

2018年
- 1月13日、番組『ラストアイドル』の2ndシーズン放映開始。
- 2月14日、「ラストアイドルファミリー ファーストコンサート」をZepp Tokyoにて開催[24]。
- 4月1日、プロデューサバトル終了、「シュークリームロケッツ」が2ndシングル表題曲を歌うことになり、「ラストアイドル」を「LaLuce」に改名。
- 4月15日、番組『ラストアイドル』の3rdシーズン放映開始、2期生暫定メンバー12名を紹介。
- 4月18日、2ndシングル「君のAchoo!」を発売。同日、「ラストアイドルファミリー2ndシングル発売記念コンサート in Zepp DiverCity」を開催。
- 6月3日、番組『ラストアイドル in AbemaTV』を配信開始。
- 8月1日、3rdシングル「好きで好きでしょうがない」を発売[25][26]。
- 8月26日、番組『ラストアイドル in AbemaTV』プロデューサバトル終了、「LaLuce」が4thシングル表題曲を歌うことに決定。
- 9月30日、2期生バトル終了、2期生正式メンバー12名が確定。
- 10月7日、2期生バトルで敗れた中から18名が2期生アンダーとして加入。
- 10月24日、4thシングル「Everything will be all right」発売[27]。
- 12月5日、5thシングル「愛しか武器がない」を発売[23]。
- 12月19日、TOKYO DOME CITY HALLで『ラストアイドル1周年記念コンサート』を開催。

2019年
- 1月13日、番組『ラスアイ、よろしく』で企画「歩く芸術」を発表。
- 3月23日、Bリーグ公式戦で「歩く芸術」および6thシングル「大人サバイバー」を初披露。
- 4月17日、6thシングル「大人サバイバー」を発売。
- 6月9日、番組『ラスアイ、よろしく』で企画「最高難度ダンス」を発表。
- 8月10日、神宮外苑花火大会で7thシングル「青春トレイン」を初披露。
- 9月11日、7thシングル「青春トレイン」を発売。
- 12月25日、カルッツかわさきで『ラストアイドル2周年記念クリスマスコンサート』を開催。8thシングル選抜オーディション開催発表。

2020年
- 2月20日、8thシングル選抜オーディション結果を発表。
- 4月15日、8thシングル「愛を知る」を発売。
- 7月23日、番組『ラスアイ、よろしく』で企画「殺陣」を発表。
- 10月17日、B.LEAGUE公式戦で「殺陣」および9thシングル「何人(なんびと)も」パフォーマンスを初披露[28]。
- 11月4日、9thシングル「何人(なんびと)も」を発売。
- 12月29日、TOKYO DOME CITY HALLで『ラストアイドル3周年記念コンサート』を開催。（オンライン配信およびCS生中継のみ）
- 12月29日、かねてよりオーディションを行っていた、タイでの姉妹グループ「ラストアイドル・タイランド」について、初回暫定メンバー7人が発表された[29][30][31]。

2021年
- 1月9日、番組『ラスアイ、よろしく』で企画「ボリウッドダンス」を発表。
- 2月20日、ヒロインオーディション結果発表。
- 4月28日、10thシングル「君は何キャラット?」を発売。
- 8月7日、番組『ラスアイの夏やすみ2021リモート』において、11thシングルの選抜メンバーを決める「ラスアイサバイブ」を発表。
- 8月18日、「ラスアイサバイブ」開始。以降、9月20日まで断続的に開催。
- 9月26日、ラストアイドルタイランド正式メンバー7名が決定
- 9月27日、「ラスアイサバイブ」上位17名による「17選抜立ち位置バトル」を開催。
- 11月28日、タイのバンコクで「ラストアイドル・タイランド」のデビューステージ開催[32]。
- 12月8日、11thシングル「Break a leg!」を発売。
- 12月21日、パシフィコ横浜にて『ラストアイドル4周年記念コンサート』を開催。2年ぶりの有観客大規模コンサート。

2022年
- 1月27日、「LAST IDOL 4th Anniversary Concert Book -明日も、今日を超えていく!-」（玄光社MOOK）を発売。
- 3月9日、COVID-19の拡大により思うような活動ができなかったため、同年5月31日をもって活動を終了することを発表[33]。
- 4月27日、1stアルバム「ラストアルバム」を発売。
- 5月29日、東京ガーデンシアターにて『LAST IDOL LAST LIVE』（昼の部：LAST DANCE、夜の部：LAST SMILE）を開催。
- 5月31日、KT Zepp Yokohamaにて『ラストアイドル 5年間ありがとう Farewell Party』を開催。同日、活動終了。

2023年
- 3月7日、ラストアイドル新章のオーディション開催が発表される[34]。同年9月、新生ラストアイドルとして活動開始したが、2024年6月にグループ名が「my fav」に変更された。

## バトル
ラストアイドルにおいては、当初の正式メンバーオーディション以降、様々な形式のバトルが行われている。

### 表題曲関連

#### ラストアイドルメンバーを決めるバトル
- 1stシングル - 「ラストアイドル」としてデビューする7名を決定するオーディションバトル。1stシーズンとして放映。
- 5thシングル - ラストアイドル2期生12名を決定するオーディションバトル。3rdシーズンとして放映。

#### 歌唱ユニットを決めるバトル
- 2ndシングル - １期生5ユニットによるプロデューサバトル。2ndシーズンとして放映。
- 4thシングル - １期生5ユニットによるプロデューサバトル。in AbemaTVシーズンとして配信。

#### 選抜メンバーを決めるバトル
- 8thシングル - 立候補した41名によるオーディションバトル。ダンス、歌唱、一言アピールを基にスタジオ審査され、18名が選抜された。
- 9thシングル - 企画「殺陣」の技術を競った下剋上バトル。8th選抜18名の下位3名と8th選抜外21名の上位3名による入れ替え戦を予定していたが、6名とも合格とされ、21名選抜となった。
- 10thシングル - 企画「ボリウッドダンス」のスキルを競ったヒロインオーディションバトル。全メンバー36名による課題ダンスがYouTube上に公開され、視聴者投票と審査員1名の判定により、上位7名が次のステップに進んだ。7名には更なる課題ダンスが与えられ、視聴者投票と審査員2名による実技オーディションの結果を総合し、10thシングルのセンター（ヒロインと呼称）として西村歩乃果が選出された。
- 11thシングル - 「ラスアイサバイブ」として、全メンバー（卒業予定者除く）32名による総当たりの1対1パフォーマンスバトル全496戦（体調不良メンバーによる不戦を29戦含む）を行った。バトルの模様は「17LIVE」にて配信され、視聴者投票により1試合ごとに勝敗を決し、勝ち数上位17名を選抜メンバーとした。その後、17名による立ち位置バトルが行われ、最終的に「17選抜」として11thシングル選抜となった。

### カップリング関連

#### ユニットを決めるバトル
- 4th共通カップリング - 1期生5ユニットによる4thシングルプロデューサバトル楽曲を利用して、一般視聴者がTikTok上に動画を作成、一定数（5個以上）のいいねがついた動画数を競った。LoveCocchiが勝利者となり、4thカップリング「いつかキスするその日が来ても」と冠番組（CSテレビ朝日で放映。MCは三拍子。）を獲得した。

#### カップリングメンバーを決めるバトル
- 10thカップリング - 「見つかれ！オレトクナイン」として、立候補したメンバー32名から上位9名を選ぶ投票として行われた。9thシングルCDに付属するシリアルコードを用いて投票、上位9名が選出された。

#### 勝利ユニットにご褒美があるバトル
- 8thカップリング - 「三誌三つ巴！ラスアイグラビアバトル」として、週刊ヤングマガジン、週刊ヤングジャンプ、週刊プレイボーイによって5名ずつドラフト選抜された3ユニットが、8thカップリング曲を制作、8thシングル初回限定盤のYM盤、YJ盤、PB盤として発売され、売上枚数を競った。併せて3誌それぞれにプロモーションのための表紙・グラビアが掲載された。結果は、YM盤が勝利し、3誌ジャック！（スペシャルグラビア、撮り下ろしポスター、裏表紙を各誌で展開）、番組「ラスアイよろしく」冠回、冠番組（CSテレビ朝日）を獲得した。
- 9thカップリング - 「ラスアイテレビ朝日ディレクターバトル」として、テレビ朝日のディレクター2名が、5名ずつを選抜、それぞれのユニットのMVを作成し、9thシングル初回限定盤のType-A、Type-Bとして発売され、売上枚数を競った。結果は、Type-B（“スたー☆あムるーズ”絶賛、スパイ活動中！）が勝利し、番組「ラスアイよろしく」冠回を獲得した。
- 11thカップリング - 「ラスアイトライブ2021」として、全メンバー33名を3つのトライブ（ユニット）に編成、それぞれが11thシングル初回限定盤Type-A、B、Cのカップリングを担当、売上枚数を競い、勝利トライブにはMV作成権利が与えられる。結果は、Type-A（雲の上はいつも晴れ）が勝利し、MV制作権利を獲得した。

### ファンが選ぶ楽曲ベスト25
11thシングルの企画として4周年記念コンサート（昼の部）のセットリストを決める投票が行われ、実際のコンサートにおいて25位の曲から順に発表、楽曲が披露された。
1位　瞳キラキラ
2位　好きで好きでしょうがない
3位　サブリミナル作戦
4位　愛しか武器がない
5位　ハグから始めよう
6位　バンドワゴン
7位　君のAchoo!
8位　現実
9位　どれくらい好きになれば
10位　最後の選択肢
11位　LoveDocchi※（※はハートの絵文字）
12位　青春0対0
13位　バカ丸出し
14位　ヒーローなんかなりたくない
15位　Everything will be all right
16位　青春シンフォニー
17位　Hope
18位　振り向きたくなる
19位　Stupidにもなれずに・・・
20位　Again & Again
21位　Lollipop
22位　いつかキスするその日が来ても
23位　炭酸の泡ほど僕は泣いた
24位　この恋はトランジット
25位　あやふや

### その他
SHOWROOM、グラビアブックバトル、ゲームイベント等、様々なバトルが展開されている。

## メンバー
メンバーは加入時期によって1期生・2期生に大別され、1期生メンバーは各ユニットに所属している。2期生は番組『ラストアイドル』の3rdシーズンの結果により、2期生および2期生アンダーに配属される。以下、同シーズンにおいてファミリー入りしなかった未加入出演者も記載。「[L]」はユニットリーダー。セカンドユニットのメンバーの並び順は公式モバイルサイトの表記に準じる。2期生アンダーの並び順は、2期生初期メンバーとしての立ち位置および挑戦者としての出演順。活動終了日が空欄のメンバーは、ラストアイドルの活動終了日である2022年5月31日まで在籍したメンバー。

### 1期生
1期生はファーストシーズンにおいて誕生した以下の5ユニットに所属する。ユニットのマネジメントはTWIN PLANETが行う。1期生は応募条件が「プロアマ不問」だったため、TWIN PLANET以外に個人として別事務所に所属するメンバーも存在する。

#### LaLuce（ラストアイドル）
2017年12月17日の放送で「ラストアイドル」としてデビューすることが最終確定した。デビュー後、ユニット名としては番組との区別のため英字表記の「Last Idol」（またはそれによるロゴ）を用いる機会も増えていた。2018年4月1日の放送で個別のユニット名がイタリア語の「光」を意味する「LaLuce」へ変更になることを発表。この名称は、当時リーダーだった吉崎が考案した。結成当初は7名。ラストアイドル活動終了時は3名。2024年3月、この3名でLIIiENが結成された。
| No | メンバー                    | 生年月日               | 出身地   | 身長    | 所属事務所                                            | 活動終了日    | 備考 |
| -- | --------------------------- | ---------------------- | -------- | ------- | ----------------------------------------------------- | ------------- | --- |
| 1  | 阿部 菜々実 [L] あべ ななみ | 2002年5月17日（23歳）  | 山形県   | 170cm   | -                                                     | -             | 第10回で間島和奏に勝利し交代 ラストアイドル加入当初よりアイドルユニット「パクスプエラ」兼任 2022年7月31日、パクスプエラが活動終了。ラストアイドル終了後はソロアーティストとして活動。 2022年12月31日、芸能活動休止を経て、2024年3月、LIIiEN結成。 |
| 2  | 吉崎 綾 よしざき あや       | 1996年6月3日（29歳）   | 福岡県   | 150cm   | キュールエンターテインメント（福岡） ボールド（東京） | 2018年6月30日 | 初期メンバー、LaLuce初代リーダー 音楽ユニット「243と吉崎綾」専任に戻る |
| 3  | 大石 夏摘 おおいし なつみ   | 2004年6月18日（21歳）  | 東京都   | 163cm   | -                                                     | 2020年3月31日 | 第12回で小澤愛実に勝利し交代 元オフィスパレット所属 |
| 4  | 安田 愛里 やすだ あいり     | 1999年6月24日（26歳）  | 神奈川県 | 162cm   | TWIN PLANET ※2024年退所                               | -             | 初期メンバー 「アクトレスインキュベーション」6期生 2021年11月、所属事務所をサンミュージック・プロダクションからTWIN PLANETに移籍。 ラストアイドル活動終了後に麻布十番で安田食堂を開業。 2024年3月、LIIiEN結成。2025年6月、卒業。                  |
| 5  | 長月 翠 ながつき みどり     | 2000年5月17日（25歳）  | 愛媛県   | 151cm   | TWIN PLANET                                           | 2021年7月31日 | 初期メンバー。ただし、第11回で蒲原令奈に敗北し、第13回でシュークリームロケッツとしてお披露目。蒲原令奈の辞退に伴う第16回での敗者復活戦に勝利し、復帰となった。（シュークリームロケッツ兼任） 元「オープニングシスターズ」メンバー                 |
| 6  | 鈴木 遥夏 すずき はるか     | 2003年6月29日（22歳）  | 千葉県   | 165.5cm | ビクターミュージックアーツ ※2022年9月退所             | -             | 第8回で山田まひろに勝利し交代 「SoLaDoガールズ」5期生 VMA退所後、2023年7月生誕祭を独自開催。 2024年3月、LIIiEN結成。 |
| 7  | 古賀 哉子 こが やこ         | 1997年12月27日（27歳） | 福岡県   | 160cm   | -                                                     | 2018年6月30日 | 第3回で相澤瑠香に勝利し交代 元ラフェイス（福岡）所属 元スパークルプロモーション（福岡）所属 元エヴァーグリーン・エンタテイメント（東京）所属 いちご姫コンテスト2016年度グランプリ                                                                 |

#### Good Tears
第10回で初披露。お披露目に合わせてSHOWROOM配信がスタートした。結成当初は5名。ラストアイドル活動終了時は2名。
| No | メンバー                      | 生年月日              | 出身地 | 身長    | 所属事務所                                                | 活動終了日     | 備考 |
| -- | ----------------------------- | --------------------- | ------ | ------- | --------------------------------------------------------- | -------------- | --- |
| 1  | 高橋 真由 たかはし まゆ       | 2002年9月17日（22歳） | 埼玉県 | 165.5cm | A-Light                                                   | 2019年8月6日   | 第6回で間島和奏に敗北 「Popteen胸キュン祭2017」準グランプリ 2020年5月24日より「Pimm's 」メンバー。（2023年12月活動休止）                                     |
| 2  | 王林 おうりん                 | 1998年4月8日（27歳）  | 青森県 | 170cm   | 株式会社ボンド リンゴミュージック                         | 2018年6月30日  | 第2回で小澤愛実に敗北 アイドルユニット「りんご娘」専任に戻る                                                                                                 |
| 3  | 相澤 瑠香 あいざわ るか       | 1999年5月22日（26歳） | 宮城県 | 165cm   | TWIN PLANET                                               | -              | 初期メンバー（立ち位置No.7）第3回で古賀哉子に敗北 元「sendai☆syrup」メンバー ラストアイドル活動終了後は女優として活動                                        |
| 4  | 朝日 花奈 あさひ かな         | 1997年7月13日（28歳） | 千葉県 | 153cm   | オフィスアウイ                                            | 2020年12月31日 | 第4回で安田愛里に敗北 アイドルユニット「Tokyo Rockets」兼任                                                                                                  |
| 5  | 池松 愛理 [L] いけまつ あいり | 1996年8月28日（28歳） | 福岡県 | 164cm   | アクティブハカタ（福岡） ディスカバリー・ネクスト（東京） | -              | 第5回で山田まひろに敗北 元「Rev. from DVL」メンバー いちご姫コンテスト2014年度グランプリ ミスマガジン2018読者特別賞 2020年から「USEN-NEXT I'moon」のメンバー |

#### シュークリームロケッツ
第13回で初披露。初披露後にSHOWROOM配信がスタートした。2018年4月1日の放送において2ndシーズンバトルの勝者となり、「ラストアイドル」として2ndシングルの表題曲を担うことになった。結成当初は3名。ラストアイドル活動終了時は2名。
| No | メンバー                    | 生年月日               | 出身地   | 身長  | 所属事務所               | 活動終了日    | 備考 |
| -- | --------------------------- | ---------------------- | -------- | ----- | ------------------------ | ------------- | --- |
| 1  | 松本 ももな まつもと ももな | 2002年10月12日（22歳） | 神奈川県 | 159cm | TWIN PLANET              | -             | 第9回で間島和奏に敗北 元「アモレカリーナ東京」メンバー ラストアイドル活動終了後に「高嶺のなでしこ」に加入 |
| 2  | 小澤愛実 [L] おざわ あいみ  | 2003年4月9日（22歳）   | 神奈川県 | 163cm | 代々木アニメーション学院 | -             | 初期メンバー（立ち位置No.3）第12回で大石夏摘に敗北 ラストアイドル活動終了後に「≒JOY」に加入 |
| 3  | 長月 翠 ながつき みどり     | 2000年5月17日（25歳）  | 愛媛県   | 151cm | TWIN PLANET              | 2021年7月31日 | 初期メンバー（立ち位置No.5）第11回で蒲原令奈に敗北。第13回でシュークリームロケッツとしてお披露目。蒲原令奈の辞退に伴う第16回での敗者復活戦に勝利し、ラストアイドル（後のLaLuce）と兼任することになった。 元「オープニングシスターズ」メンバー |

#### Someday Somewhere
第17回で初披露。ユニット名が披露直前に決まったため、本人たちもスタジオで伊集院の発表で初めて知る。初披露後にSHOWROOM配信がスタートした。結成当初は6名。ラストアイドル活動終了時は2名。
| No | メンバー                    | 生年月日               | 出身地 | 身長    | 所属事務所                      | 活動終了日     | 備考 |
| -- | --------------------------- | ---------------------- | ------ | ------- | ------------------------------- | -------------- | --- |
| 1  | 間島 和奏 [L] まじま わかな | 2000年4月26日（25歳）  | 北海道 | 161cm   | ボックスコーポレーション        | -              | 初期メンバー（立ち位置No.1）第10回で阿部菜々実に敗北 AKB48グループドラフト会議 (第1回)最終候補 2023年6月、TWIN PLANET退所。 2023年10月、ボックスコーポレーション所属を発表。 |
| 2  | 猪子 れいあ いのこ れいあ   | 2003年11月21日（21歳） | 北海道 | 161cm   | -                               | 2020年6月30日  | 第15回で阿部菜々実に敗北 元「iDOL Street」ストリート生（e-Street SAPPORO） 元エイベックス・マネジメント所属                                                                  |
| 3  | 籾山 ひめり もみやま ひめり | 2004年3月22日（21歳）  | 栃木県 | 156.5cm | TWIN PLANET                     | -              | 第14回で吉崎綾に敗北 元「Spindle」兼任 ファミリー最年少 ラストアイドル活動終了後に「高嶺のなでしこ」に加入。                                                                 |
| 4  | 山田 まひろ やまだ まひろ   | 1998年10月15日（26歳） | 愛知県 | 165cm   | FIFTY-FIFTY                     | 2020年4月5日   | 初期メンバー（立ち位置No.6）第8回で鈴木遥夏に敗北 2020年7月11日より「DEAR KISS」メンバー 2025年4月より「ポラリスマイル」                                                     |
| 5  | 清原 梨央 きよはら りお     | 2000年11月14日（24歳） | 愛媛県 | 151cm   | TWIN PLANET愛媛 →（会社名未定） | 2019年12月26日 | 第13回で蒲原令奈に、第16回敗者復活戦で長月翠に敗北 2020年8月15日より「きみとバンド」メンバー                                                                                 |
| 6  | 木村 美咲 きむら みさき     | 1999年6月3日（26歳）   | 秋田県 | 159cm   | -                               | 2021年2月28日  | 第7回で古賀哉子に敗北 アイドルユニット「ライムベリー」の元メンバー・MISAKI 元クロスアイデア所属                                                                              |

#### Love Cocchi
2017年11月期のテレビ朝日社長会見の席上で結成が明らかにされ、翌12月に放送でメンバーのシルエットが公表された。第18回放送後にCDを売り出すユニバーサルミュージック・ジャパンが公式サイトで「WEB盤」再発売の情報を更新した際、このユニットに属する山本愛梨以外のメンバーの名前が明らかにされた。山本愛梨は敗戦後に参加が公表され、ユニット名は発売直前に発表、テレビ初披露は発売後となった。セカンドユニットの中で唯一初期メンバーがいない。結成当初は5名。ラストアイドル活動終了時は3名。
| No | メンバー                        | 生年月日               | 出身地   | 身長    | 所属事務所               | 活動終了日     | 備考 |
| -- | ------------------------------- | ---------------------- | -------- | ------- | ------------------------ | -------------- | --- |
| 1  | 山本 愛梨 やまもと あいり       | 2002年11月8日（22歳）  | 広島県   | 157.5cm | TWIN PLANET              | -              | 第19回で大石夏摘に敗北 アクターズスクール広島福山校（38期生） アイドルユニット「銀玉seven」の元メンバー・一ノ瀬愛梨 ラストアイドル活動終了後「×純文学少女歌劇団」に加入（2024年11月30日解散）。 2024年12月「Ma'Scar'Piece」加入。               |
| 2  | 中村 守里 なかむら しゅり       | 2003年6月14日（22歳）  | 東京都   | 164.5cm | 太田プロダクション       | 2020年12月31日 | 第17回で鈴木遥夏に敗北 「アクトレスインキュベーション」6期生 |
| 3  | 大森 莉緒 おおもり りお         | 2001年12月22日（23歳） | 愛知県   | 164cm   | TWIN PLANET              | -              | 第14回で大石夏摘に敗北 元「ピンク・ベイビーズ」メンバー（活動休止） 元「eyes」メンバー（活動終了） 元レインボーエンタテインメント ラストアイドル活動終了後「×純文学少女歌劇団」に加入（2024年11月30日解散）。 2024年12月「Ma'Scar'Piece」加入。 |
| 4  | 西村 歩乃果 [L] にしむら ほのか | 1995年1月28日（30歳）  | 神奈川県 | 153cm   | スターレイプロダクション | -              | 第11回で吉崎綾に敗北 ファミリー最年長 元ヘアメイクスタッフ ラストアイドル活動終了後はタレント、YouTuber、プロゲーマーとして活動。 |
| 5  | 石川 夏海 いしかわ なつみ       | 1996年6月15日（29歳）  | 千葉県   | 160cm   | -                        | 2019年7月28日  | 第18回で安田愛里に敗北 元「アキシブproject」メンバー「ミスiD2016」ファイナリスト |

未加入出演者
| 出演者                      | 生年月日              | 出身地 | 身長  | 所属事務所               | 備考 |
| --------------------------- | --------------------- | ------ | ----- | ------------------------ | --- |
| 滝口 きらら たきぐち きらら | 2000年2月10日（25歳） | 千葉県 | 153cm | プラチナムプロダクション | 第5回で長月翠に敗北 滝口ひかりの妹 「ゑんら」メンバー 元「KAGUYA」メンバー                                                                                                  |
| 八剱 咲羅 やつるぎ さくら   | 1998年9月8日（26歳）  | 千葉県 | 159cm | C-PROエンターテイメント  | 第9回で長月翠に敗北 木更津ヤンキー系アイドル「C-Style」4代目総長 |
| 蒲原 令奈 かもはら れな     | 2002年1月9日（23歳）  | 沖縄県 | 148cm | -                        | 第11回で長月翠に勝利し交代（立ち位置No.5）第16回で活動辞退 YouTubeで「歌うま高校生」として注目を集める 2018年4月〜沖縄銀行のCMに出演 2018年11月〜トヨタ自動車沖縄のCMに出演 |

### 2期生
サードシーズン初回となる2018年4月15日放送分で、暫定メンバー12名が披露された。応募規程により全員がアマチュア扱いで参加した。前述のとおり、2018年9月30日放送分で、正式メンバー12名が確定し、メンバーのTwitterアカウント、SHOWROOMが開設された。バトル敗退者から参加した18名が、10月7日放送分で「2期生アンダー」として加わった。1期生と異なり30名全員がTWIN PLANET所属。サードシーズンの勝者ユニットの名称が「ラストアイドル2期生」となっているため、「2期生」の語が勝者ユニットのみを指す場合と、「ラストアイドル2期生アンダー」を含めたサードシーズンを経てデビューしたメンバー全てを指す場合がある。

#### ラストアイドル2期生
立ち位置No.1とNo.2はWセンターである。サードシーズン勝者のユニット名はデビュー時点では「ラストアイドル2期生」とされている。結成当初は12名。ラストアイドル活動終了時は7名。
| No | メンバー                    | 生年月日               | 出身地   | 身長    | 所属事務所         | 活動終了日     | 備考 |
| -- | --------------------------- | ---------------------- | -------- | ------- | ------------------ | -------------- | --- |
| 1  | 橋本 桃呼 はしもと ももこ   | 2003年6月28日（22歳）  | 山口県   | 158cm   | TWIN PLANET        | -              | 第16（48）回で篠原望に勝利し交代 元ハロプロ研修生 ラストアイドル活動終了後に「高嶺のなでしこ」に加入 |
| 2  | 水野 舞菜 みずの まな       | 2000年11月8日（24歳）  | 神奈川県 | 158cm   | seju               | 2021年12月31日 | 初期メンバー ラストアイドル史上、最多勝利（防衛）記録を持つ |
| 3  | 田中 佑奈 たなか ゆな       | 2005年8月23日（19歳）  | 千葉県   | 148.8cm | -                  | 2020年3月31日  | 第5（37）回で髙橋美海に勝利し交代 「ナルミヤシンデレラオーディション2016」ファイナリスト |
| 4  | 篠田 萌 しのだ もえ         | 2001年5月21日（24歳）  | 埼玉県   | 162cm   | -                  | 2019年9月29日  | 初期メンバー 2019年5月15日から活動休止していた。 |
| 5  | 佐佐木 一心 ささき こころ   | 2004年3月11日（21歳）  | 静岡県   | 164cm   | -                  | -              | 第10（42）回で木﨑千聖に勝利し交代 2022年8月、TWIN PLANET退所。 2024年1月、「fishbowl」に加入。 |
| 6  | 山本 琉愛 やまもと るな     | 2003年12月28日（21歳） | 静岡県   | 150cm   | -                  | -              | 初期メンバー 2023年8月に「ルルネージュ」に加入。2025年6月、卒業。 |
| 7  | 町田穂花 まちだ ほのか      | 2003年3月31日（22歳）  | 埼玉県   | 156cm   | BIG ISLAND RECORDS | 2022年1月31日  | 初期メンバー 元「東京23区ガールズ」メンバー・葛飾萌乃 2023年4月27日より「群青の世界」に加入 （2023年12月、現行体制終了） |
| 8  | 延命 杏咲実 えんめい あさみ | 2003年11月15日（21歳） | 東京都   | 152cm   | セントフォース     | 2019年7月28日  | 初期メンバー 2011年度 - 2013年度「てれび戦士」 2008年 - 2018年NEWSエンターテインメント所属 |
| 9  | 大場 結女 おおば ゆめ       | 2000年12月6日（24歳）  | 千葉県   | 154cm   | TWIN PLANET        | -              | 第8（40）回で山本琉愛に敗北 上水口姫香の辞退に伴う第19（51）回での敗者復活戦に勝利し加入 ラストアイドル活動終了後に「×純文学少女歌劇団」に加入。2023年5月31日、脱退。 2023年6月より「Jams Collection」として活動。2024年11月16日、脱退。 |
| 10 | 畑 美紗起 はた みさき       | 1996年3月27日（29歳）  | 埼玉県   | 154cm   | TWIN PLANET        | -              | 初期メンバー 2014年度ミス産能グランプリ ラストアイドル活動終了後に「×純文学少女歌劇団」に加入。2024年11月30日に解散。 |
| 11 | 下間 花梨 しもま かりん     | 2001年3月14日（24歳）  | 愛知県   | 156cm   | -                  | -              | 第6（38）回で小田中穂に勝利し交代 |
| 12 | 栗田 麻央 くりた まお       | 2002年12月22日（22歳） | 大阪府   | 160cm   | -                  | -              | 第4（36）回で河田梨帆に勝利し交代 元「桜っ娘」リーダー。 |

#### ラストアイドル2期生アンダー
サードシーズン第7回（通算第39回・2018年5月27日放映）で敗退した挑戦者・元暫定メンバーを対象にセカンドユニットプロジェクトを始動することが発表された。2018年10月7日放送回（通算第53回）で「ラスアイ、よろしく!」に「ラストアイドル2期生アンダー」として出演することが発表され、メンバーのTwitterアカウント、SHOWROOMが開設された。結成当初は18名。ラストアイドル活動終了時は12名。
| メンバー                        | 生年月日               | 出身地   | 身長    | 所属事務所                       | 活動終了日    | 備考 |
| ------------------------------- | ---------------------- | -------- | ------- | -------------------------------- | ------------- | --- |
| 髙橋 美海 たかはし みみ         | 1999年7月17日（26歳）  | 神奈川県 | 165cm   | NRC PRODUCTION                   | -             | 初期メンバー（立ち位置No.3）第5（37）回で田中佑奈に敗北 ラストアイドル活動終了後に「×純文学少女歌劇団」に加入。2024年11月30日に解散。 2024年12月、TWIN PLANET退所。 2024年12月より、NRC PRODUCTION所属。 2025年4月、「SCRAMBLE SMILE」加入。                                                                                |
| 小田中 穂 おだなか みのり       | 2001年10月10日（23歳） | 東京都   | 160cm   | -                                | 2019年7月28日 | 初期メンバー（立ち位置No.11）第6（38）回で下間花梨に敗北 「女子高生ミスコン2018」エントリー 元「Maria」メンバー・minori 元キャストパワー/アイズ所属 |
| 木﨑 千聖 きざき ちさと         | 2002年11月2日（22歳）  | 岐阜県   | 153cm   | フロンティア・エンタテインメント | -             | 初期メンバー（立ち位置No.5）第10（42）回で佐佐木一心に敗北 元「アモレカリーナ名古屋」リーダー 2023年2月、TWIN PLANET退所。 2024年2月、「エイアイカ」立ち上げメンバー。 |
| 篠原 望 しのはら のぞみ         | 1996年9月20日（28歳）  | 千葉県   | 162cm   | TWIN PLANET                      | -             | 初期メンバー（立ち位置No.1）第16（48）回で橋本桃呼に敗北 1期生オーディションでは書類選考不通過 ラストアイドル活動終了後は「モーニングこんぱす」のお天気キャスターや多くの舞台に出演。 |
| 岡村 茉奈 おかむら まな         | 1997年9月6日（27歳）   | 大阪府   | 153cm   | ABP inc.                         | -             | 第2（34）回で畑美紗起に敗北 元「BsGirls2016」メンバー・MANA 元「夢みるアドレセンス」新メンバー候補 2022年6月、TWIN PLANET退所。 2023年9月より、ABP inc.所属。 |
| 本城 珠莉亜 ほんじょう じゅりあ | 2004年4月2日（21歳）   | 神奈川県 | 160cm   | -                                | 2019年12月8日 | 第3（35）回で水野舞菜に敗北 「SoLaDoガールズ」5期生 2019年7月19日から活動休止していた。 |
| 高橋 みのり たかはし みのり     | 1995年12月12日（29歳） | 静岡県   | 158cm   | TWIN PLANET                      | -             | 第3（35）回で山本琉愛に敗北 元「東京NOモーション」メンバー ラストアイドル活動終了後に「×純文学少女歌劇団」に加入。2024年11月30日に解散。 |
| 永井 穂花 ながい ほのか         | 2001年1月29日（24歳）  | 神奈川県 | 160cm   | フレオマネジメント               | 2019年7月28日 | 第4（36）回で町田穂花に敗北 元子役タレント（キャロット所属） 元「スマイル学園」メンバー・永島穂乃果 元「鉄道アイドル ステーション♪」メンバー・安田帆花 元「黄金時代」メンバー・安田帆花 2022年3月16日より「きみにYORISOERU」メンバー。 2023年12月、活動終了。 2024年8月、再始動する「強がりセンセーション」のリーダとなる。 |
| 岩間 妃南子 いわま ひなこ       | 2000年11月16日（24歳） | 東京都   | 158.5cm | -                                | 2021年7月31日 | 第7（39）回で木﨑千聖に敗北 |
| 米田 みいな よねだ みいな       | 2001年9月11日（23歳）  | 広島県   | 158cm   | QOOLONG                          | -             | 第9（41）回で上水口姫香に敗北 元アクターズスクール広島（21期生） アイドルユニット「SPL∞ASH」の元メンバー ラストアイドル活動終了後に「Miina」名義で「zanka」に加入。 |
| 宮田 有萌 みやた ゆめ           | 2002年10月17日（22歳） | 大阪府   | 163cm   | -                                | -             | 第11（43）回で山本琉愛に敗北 ラストアイドル活動終了後に「Zero Project」に加入。 2025年2月、「風宮ゆめ」としてアンスリュームに加入。 |
| 加藤 ひまり かとう ひまり       | 1998年12月26日（26歳） | 埼玉県   | 156cm   | -                                | 2020年4月5日  | 第12（44）回で水野舞菜に敗北 |
| 奥村 優希 おくむら ゆうき       | 1995年10月6日（29歳）  | 新潟県   | 150cm   | （TWIN PLANET）                  | -             | 第15（47）回で佐佐木一心に敗北 ラストアイドル活動終了後に「×純文学少女歌劇団」に加入。2024年11月30日に解散。 2024年12月31日、芸能活動終了。 |
| 高木 美穂 たかぎ みほ           | 2000年8月25日（24歳）  | 北海道   | 148cm   | -                                | -             | 第17（49）回で水野舞菜に敗北 第19（51）回の敗者復活戦で大場結女に敗北 元ジャガイモンプロジェクト所属・羽美 ラストアイドル活動終了後に「バグベア神曲また作ったってよ」 に ボーカルとして加入（2023年10月、活動終了）。 2024年4月、「SAKURADOLL」立ち上げメンバーとなる。                                                     |
| 久保田 沙矢香 くぼた さやか     | 2000年1月13日（25歳）  | 埼玉県   | 155cm   | サマリーエンターテインメント     | -             | 第17（49）回で水野舞菜に敗北 ラストアイドル活動終了後に「久保田さやか」名義で「Onephony」に加入。 |
| 首藤 百慧 すとう もえ           | 2002年2月28日（23歳）  | 広島県   | 160.5cm | -                                | 2021年8月4日  | 第18（50）回で佐佐木一心に敗北 元アクターズスクール広島（38期生） |
| 宇田川 桜夢 うたがわ さくら     | 2004年2月21日（21歳）  | 大阪府   | 150cm   | TWIN PLANET                      | -             | 第20（52）回で田中佑奈に敗北 2023年10月、「幻想喫茶店（ゲンソウカフェ）」のオーディションに合格。 2025年3月、「アルテミスの翼」に「アフロディーテ・サクラ」名義で加入。 |
| 白石 真菜 しらいし まな         | 1998年4月7日（27歳）   | 神奈川県 | 158cm   | スタイルキューブ                 | -             | 第21（53）回で橋本桃呼に敗北 2022年6月からソリッド・キューブ所属。 2023年4月よりスタイルキューブに移籍。 |

未加入出演者
| 出演者                        | 生年月日              | 出身地 | 身長  | 所属事務所 | 備考 |
| ----------------------------- | --------------------- | ------ | ----- | ---------- | --- |
| 河田 梨帆 かわた りほ         | 1996年7月9日（29歳）  | 熊本県 | 165cm | -          | 初期メンバー（立ち位置No.12）第4（36）回で栗田麻央に敗北 元「diana」メンバー・RIHO 元ブルーベアハウス所属 「ミスiD2019」コンテストファイナリスト                                                       |
| 上水口 姫香 かみなぐち ひめか | 2002年5月27日（23歳） | 東京都 | 159cm | -          | 初期メンバー（立ち位置No.9）第19（51）回で活動辞退 「高一ミスコン2018」準グランプリ 「女子高生ミスコン2018」エントリー 元「アイドルカレッジ」メンバー 「東京CuteCute」メンバー 元X21・上水口萌乃香の妹 |

### メンバー構成推移
合計人数は、暫定メンバー含む人数「全」とセカンドユニット含む正式メンバー「正」の両方を記載。（人数）は暫定メンバー数、[人数] は兼任メンバー数。
| 日時           | 出来事                                                                    | 増減 | 人数 | 人数 | 人数    | 人数  | 人数  | 人数  | 人数  | 人数  | 人数  | 加入期別 人数変動   |
| 日時           | 出来事                                                                    | 増減 | 合計 | 合計 | 1期生   | 1期生 | 1期生 | 1期生 | 1期生 | 2期生 | 2期生 | 加入期別 人数変動   |
| 日時           | 出来事                                                                    | 増減 | 全   | 正   | LL      | GT    | CR    | SS    | LC    | 2     | ア    | 加入期別 人数変動   |
| -------------- | ------------------------------------------------------------------------- | ---- | ---- | ---- | ------- | ----- | ----- | ----- | ----- | ----- | ----- | ------------------- |
| 2017年8月13日  | 暫定メンバーお披露目                                                      | +7   | 7    | 0    | (7)     |       |       |       |       |       |       | 1期生候補7人        |
| 2017年10月15日 | Good Tearsお披露目                                                        | +5   | 12   | 5    | (7)     | 5     |       |       |       |       |       | 1期生12人           |
| 2017年11月5日  | シュークリームロケッツお披露目                                            | +3   | 15   | 8    | (7)     | 5     | 3     |       |       |       |       | 1期生15人           |
| 2017年11月26日 | 蒲原令奈活動辞退 長月翠がラストアイドルとシュークリームロケッツと兼任     | -1   | 14   | 8    | (7) [1] | 5     | 3 [1] |       |       |       |       | 1期生14人           |
| 2017年12月3日  | Someday Somewhereお披露目                                                 | +6   | 20   | 14   | (7) [1] | 5     | 3 [1] | 6     |       |       |       | 1期生20人           |
| 2017年12月17日 | 「ラストアイドル」正式メンバー確定                                        |      | 20   | 20   | 7 [1]   | 5     | 3 [1] | 6     |       |       |       |                     |
| 2017年12月24日 | Love Cocciお披露目                                                        | +5   | 25   | 25   | 7 [1]   | 5     | 3 [1] | 6     | 5     |       |       | 1期生25人           |
| 2018年4月15日  | 2期生暫定メンバーお披露目                                                 | +12  | 37   | 25   | 7 [1]   | 5     | 3 [1] | 6     | 5     | (12)  |       | 2期生候補12人       |
| 2018年6月30日  | LaLuce吉崎綾・古賀哉子、Good Tears王林卒業                                | -3   | 34   | 22   | 5 [1]   | 4     | 3 [1] | 6     | 5     | (12)  |       | 1期生22人           |
| 2018年9月30日  | 2期生確定                                                                 |      | 34   | 34   | 5 [1]   | 4     | 3 [1] | 6     | 5     | 12    |       | 2期生12人           |
| 2018年10月7日  | 2期生アンダーお披露目                                                     | +18  | 52   | 52   | 5 [1]   | 4     | 3 [1] | 6     | 5     | 12    | 18    | 2期生30人           |
| 2019年7月28日  | Love Cocchi石川夏海、2期生延命杏咲実、2期生アンダー小田中穂・永井穂花卒業 | -4   | 48   | 48   | 5 [1]   | 4     | 3 [1] | 6     | 4     | 11    | 16    | 1期生21人 2期生27人 |
| 2019年8月6日   | Good Tears高橋真由卒業                                                    | -1   | 47   | 47   | 5 [1]   | 3     | 3 [1] | 6     | 4     | 11    | 16    | 1期生20人           |
| 2019年9月29日  | 2期生篠田萌卒業                                                           | -1   | 46   | 46   | 5 [1]   | 3     | 3 [1] | 6     | 4     | 10    | 16    | 2期生26人           |
| 2019年12月8日  | 2期生アンダー本城珠莉亜卒業                                               | -1   | 45   | 45   | 5 [1]   | 3     | 3 [1] | 6     | 4     | 10    | 15    | 2期生25人           |
| 2019年12月26日 | Someday Somewhere清原梨央卒業                                             | -1   | 44   | 44   | 5 [1]   | 3     | 3 [1] | 5     | 4     | 10    | 15    | 1期生19人           |
| 2020年3月31日  | LaLuce大石夏摘、2期生田中佑奈卒業                                         | -2   | 42   | 42   | 4 [1]   | 3     | 3 [1] | 5     | 4     | 9     | 15    | 1期生18人 2期生24人 |
| 2020年4月5日   | Someday Somewhere山田まひろ、2期生アンダー加藤ひまり卒業                  | -2   | 40   | 40   | 4 [1]   | 3     | 3 [1] | 4     | 4     | 9     | 14    | 1期生17人 2期生23人 |
| 2020年6月30日  | Someday Somewhere猪子れいあ卒業                                           | -1   | 39   | 39   | 4 [1]   | 3     | 3 [1] | 3     | 4     | 9     | 14    | 1期生16人           |
| 2020年12月31日 | Good Tears朝日花奈、Love Cocchi中村守里卒業                               | -2   | 37   | 37   | 4 [1]   | 2     | 3 [1] | 3     | 3     | 9     | 14    | 1期生14人           |
| 2021年2月28日  | Someday Somewhere木村美咲卒業                                             | -1   | 36   | 36   | 4 [1]   | 2     | 3 [1] | 2     | 3     | 9     | 14    | 1期生13人           |
| 2021年7月31日  | LaLuce・シュークリームロケッツ長月翠、2期生アンダー岩間妃南子卒業         | -2   | 34   | 34   | 3       | 2     | 2     | 2     | 3     | 9     | 13    | 1期生12人 2期生22人 |
| 2021年8月4日   | 2期生アンダー首藤百慧卒業                                                 | -1   | 33   | 33   | 3       | 2     | 2     | 2     | 3     | 9     | 12    | 2期生21人           |
| 2021年12月31日 | 2期生水野舞菜卒業                                                         | -1   | 32   | 32   | 3       | 2     | 2     | 2     | 3     | 8     | 12    | 2期生20人           |
| 2022年1月31日  | 2期生町田穂花卒業                                                         | -1   | 31   | 31   | 3       | 2     | 2     | 2     | 3     | 7     | 12    | 2期生19人           |
| 2022年5月31日  | ラストアイドル活動終了                                                    |      | 31   | 31   | 3       | 2     | 2     | 2     | 3     | 7     | 12    |                     |

### ユニット
8thシングル選抜メンバー
ダンス・歌唱・一言パフォーマンスの3部門で審査が行われ、19名の審査員が3つの部門を総合して10点満点で採点。立候補した41名から選抜メンバー18名が選ばれた。
| 順 | 名前       | 所属ユニット                   |
| -- | ---------- | ------------------------------ |
| 1  | 阿部菜々実 | LaLuce                         |
| 2  | 長月翠     | LaLuce、シュークリームロケッツ |
| 3  | 間島和奏   | Someday Somewhere              |
| 4  | 安田愛里   | LaLuce                         |
| 5  | 大森莉緒   | Love Cocchi                    |
| 6  | 山本愛梨   | Love Cocchi                    |
| 7  | 西村歩乃果 | Love Cocchi                    |
| 8  | 小澤愛実   | シュークリームロケッツ         |
| 9  | 町田穂花   | 2期生                          |
| 10 | 岡村茉奈   | 2期生アンダー                  |
| 11 | 籾山ひめり | Someday Somewhere              |
| 12 | 畑美紗起   | 2期生                          |
| 13 | 篠原望     | 2期生アンダー                  |
| 14 | 松本ももな | シュークリームロケッツ         |
| 15 | 奥村優希   | 2期生アンダー                  |
| 16 | 米田みいな | 2期生アンダー                  |
| 17 | 大場結女   | 2期生                          |
| 18 | 白石真菜   | 2期生アンダー                  |

ラスアイグラビアバトル
8thシングルカップリング曲を週刊プレイボーイ、週刊ヤングジャンプ、週刊ヤングマガジンの3誌選抜で担当し、3タイプの売り上げを競う。既存ユニットとは無関係に3編集部によるドラフト会議で5名ずつが新ユニットとして選抜された。以下、メンバー順はドラフト指名順。
- 週刊ヤングマガジン・ヤンマガ選抜（1位、8,402枚）

西村、阿部、籾山、大場、池松
- 週刊ヤングジャンプ・ヤンジャン選抜（2位、6,834枚）

篠原、畑、奥村、高橋みのり、岡村
- 週刊プレイボーイ・週プレ選抜（3位、5,864枚）

長月、山本愛梨、松本、中村、猪子
9thシングル選抜メンバー
9thシングルに連動した「殺陣」企画により選抜された21名。8th選抜18名をベースに殺陣の実技指導を受ける中で、殺陣指導者である田渕景也により下位3名が入れ替え候補者として指名された。並行して、8th選抜外メンバーへのリモート審査が行われ、8名の候補者を指名、更なる実技指導により入れ替え候補が3名に絞られた。その後、選抜下位3名、選抜外上位3名による入れ替えバトルが実施された。当初、6名中3名が合格する流れであったが、6名の出来栄えを見た田渕監督から全員合格としたい旨の申し入れがなされ、スタッフにより了承された。よって、9thシングル選抜メンバーは、8thから3名増の21名となった。メンバーの序列は発表されておらず、五十音順として発表されているが、9thシングル発売時点のアーティスト写真では阿部菜々実がセンターとなっている。
- 8thシングル選抜メンバーからの入れ替えバトル指名者

篠原、畑、山本愛梨
- 8thシングル選抜外メンバーからの入れ替えバトル候補者

相澤、池松※、岩間、木村、栗田※、高木、高橋みのり、山本琉愛※
- 最終結果

阿部、池松、大場、大森、岡村、奥村、小澤、栗田、篠原、白石、長月、西村、畑、間島、町田、松本、籾山、山本愛梨、山本琉愛、安田、米田
10thシングルカップリングユニット「オレトクナイン」
9thシングル封入のシリアルナンバーによるファン投票上位9名。（立候補者32名）
| 順位 | 最終結果 2020年11月15日 | ポイント | 中間発表 2020年10月25日 | 速報 2020年10月18日 |
| ---- | ----------------------- | -------- | ----------------------- | ------------------- |
| 1    | 奥村優希                | 5,583    | 鈴木遥夏                | 奥村優希            |
| 2    | 畑美紗起                | 4,719    | 奥村優希                | 鈴木遥夏            |
| 3    | 鈴木遥夏                | 4,525    | 首藤百慧                | 首藤百慧            |
| 4    | 小沢愛実                | 4,309    | 西村歩乃果              | 久保田沙矢香        |
| 5    | 高橋みのり              | 3,924    | 山本愛梨                | 西村歩乃果          |
| 6    | 西村歩乃果              | 3,888    | 久保田沙矢香            | 山本愛梨            |
| 7    | 間島和奏                | 3,151    | 畑美紗起                | 高木美穂            |
| 8    | 橋本桃呼                | 3,016    | 橋本桃呼                | 間島和奏            |
| 9    | 町田穂花                | 2,974    | 篠原望                  | 橋本桃呼            |
| 10   | ー                      | ー       | 小沢愛実                | 水野舞菜            |
| 11   | ー                      | ー       | 間島和奏                | 籾山ひめり          |
| 12   | ー                      | ー       | 高橋みのり              | 佐佐木一心          |
| 13   | ー                      | ー       | 籾山ひめり              | 池松愛理            |
| 14   | ー                      | ー       | 高木美穂                | 篠原望              |
| 15   | ー                      | ー       | 池松愛理                | 髙橋美海            |

11thシングル選抜メンバー「17選抜」
企画「ラスアイサバイブ」の勝者17名。2021年末に卒業を予定しているメンバーを除く32名のメンバーが1対1のパフォーマンスバトルを行い、視聴者投票により勝敗を決め、その勝ち数上位17名が11thシングル選抜となった。更に17名による立ち位置バトルが開催され、視聴者1票、審査員2票により入れ替え戦を実施、立ち位置を定めた。
- パフォーマンスバトルの上位17名

阿部、小澤、山本愛梨、大森、籾山、木﨑、松本、鈴木、橋本、安田、西村、下間、米田、畑、大場、町田、間島
- 立ち位置バトルの結果（太字は入れ替え）

阿部、小澤、山本愛梨、大森、籾山、木﨑、松本、鈴木、橋本、安田、下間、西村、米田、畑、大場、町田、間島
カップリングユニット
- 1stシングル

ラストアイドルファミリー（1期生25名）
- 2ndシングル

ラストアイドルファミリー（1期生25名）
- 3rdシングル

マーブルトパーズ（共通カップリングユニット）  朝日、阿部、清原、長月、西村
シャッフルユニット
まっしゅりん。 (中村、山田)
るわかなっつん (相澤、大石、間島)
mili mili (朝日、池松、鈴木、西村)
ちぇか (石川、猪子、小澤、高橋真由、安田)
はしっこは168せんち (阿部、大森、木村、清原、長月、松本、籾山、山本愛梨)
- 4thシングル

ラストアイドル（1期生22名）
- 5thシングル

ラストアイドル2期生アンダー（18名）
- 6thシングル

共通カップリングユニット
橋本、篠原、町田、池松、鈴木、大石、水野、朝日、相澤、籾山、中村、大場、下間
- 7thシングル

共通カップリングユニット
池松、相澤、清原、大森、中村、大場、篠原、奥村、大石、橋本、白石
- 8thシングル

共通カップリングユニット
相澤、朝日、池松、岩間、宇田川、木﨑、木村、久保田、栗田、佐佐木、下間、鈴木、首藤、高木、高橋みのり、髙橋美海、中村、橋本、水野、宮田、山本琉愛
- 9thシングル

共通カップリングユニット
相澤、朝日、岩間、宇田川、木﨑、木村、久保田、佐佐木、下間、鈴木、首藤、高木、高橋みのり、髙橋美海、中村、橋本、水野、宮田
やらかしバスターズ
長月、篠原、白石、小澤、松本
”スたー☆あムるーズ”絶賛、スパイ活動中！
西村、阿部、大場、佐佐木、畑
- 10thシングル

オレトクナイン
奥村、畑、鈴木、小澤、高橋みのり、西村、間島、橋本、町田
- 11thシングル

共通カップリングユニット
佐佐木、高橋みのり、髙橋美海、篠原、相澤、久保田、池松、山本琉愛、白石、栗田、高木、奥村、岡村、宇田川、宮田
ラスアイトライブ2021（タイプ別カップリングユニット）
雲の上はいつも晴れ
西村、水野、畑、大森、間島、白石、大場、髙橋美海、高橋みのり、久保田、山本琉愛
&M.LLY
松本、小澤、安田、岡村、相澤、奥村、池松、宇田川、栗田、宮田、佐佐木
カトレア
阿部、篠原、橋本、鈴木、籾山、山本愛梨、町田、木﨑、米田、下間、高木

## 作品

### シングル
正式には表題曲はすべて「ラストアイドル」名義であるが、便宜上ここでは担当ユニット名を記載。
| 枚 | リリース日     | タイトル                                  | 販売形態 | 規格品番   | 形態                     | 備考                                                  | 最高位 |
| -- | -------------- | ----------------------------------------- | -------- | ---------- | ------------------------ | ----------------------------------------------------- | ------ |
| 1  | 2017年12月20日 | バンドワゴン (ラストアイドル)             | CD+DVD   | TYCT-39064 | 初回限定盤 Type-A        |                                                       | 4位    |
| 1  | 2017年12月20日 | バンドワゴン (ラストアイドル)             | CD+DVD   | TYCT-39065 | 初回限定盤 Type-B        |                                                       | 4位    |
| 1  | 2017年12月20日 | バンドワゴン (ラストアイドル)             | CD+DVD   | TYCT-39066 | 初回限定盤 Type-C        |                                                       | 4位    |
| 1  | 2017年12月20日 | バンドワゴン (ラストアイドル)             | CD+DVD   | TYCT-39067 | 初回限定盤 Type-D        |                                                       | 4位    |
| 1  | 2017年12月20日 | バンドワゴン (ラストアイドル)             | CD       | PROV-5015  | WEB盤                    |                                                       | 4位    |
| 2  | 2018年4月18日  | 君のAchoo! (シュークリームロケッツ)       | 4CD+4DVD | D2CE-2258  | 初回限定盤 4形態セット   | 初回限定版 Type-A,B,C,D のセット                      | 2位    |
| 2  | 2018年4月18日  | 君のAchoo! (シュークリームロケッツ)       | CD+DVD   | TYCT-39072 | 初回限定盤 Type-A        |                                                       | 2位    |
| 2  | 2018年4月18日  | 君のAchoo! (シュークリームロケッツ)       | CD+DVD   | TYCT-39073 | 初回限定盤 Type-B        |                                                       | 2位    |
| 2  | 2018年4月18日  | 君のAchoo! (シュークリームロケッツ)       | CD+DVD   | TYCT-39074 | 初回限定盤 Type-C        |                                                       | 2位    |
| 2  | 2018年4月18日  | 君のAchoo! (シュークリームロケッツ)       | CD+DVD   | TYCT-39075 | 初回限定盤 Type-D        |                                                       | 2位    |
| 2  | 2018年4月18日  | 君のAchoo! (シュークリームロケッツ)       | CD       | PROV-5021  | WEB盤                    |                                                       | 2位    |
| 3  | 2018年8月1日   | 好きで好きでしょうがない (ラストアイドル) | 5CD+5DVD | D2CE-2531  | 初回限定盤 5形態セット   | 初回限定版 Type-A,B,C,D,E のセット                    | 8位    |
| 3  | 2018年8月1日   | 好きで好きでしょうがない (ラストアイドル) | CD+DVD   | TYCT-39082 | 初回限定盤 Type-A        |                                                       | 8位    |
| 3  | 2018年8月1日   | 好きで好きでしょうがない (ラストアイドル) | CD+DVD   | TYCT-39083 | 初回限定盤 Type-B        |                                                       | 8位    |
| 3  | 2018年8月1日   | 好きで好きでしょうがない (ラストアイドル) | CD+DVD   | TYCT-39084 | 初回限定盤 Type-C        |                                                       | 8位    |
| 3  | 2018年8月1日   | 好きで好きでしょうがない (ラストアイドル) | CD+DVD   | TYCT-39085 | 初回限定盤 Type-D        |                                                       | 8位    |
| 3  | 2018年8月1日   | 好きで好きでしょうがない (ラストアイドル) | CD+DVD   | TYCT-39086 | 初回限定盤 Type-E        |                                                       | 8位    |
| 3  | 2018年8月1日   | 好きで好きでしょうがない (ラストアイドル) | CD       | PROV-5022  | WEB盤                    |                                                       | 8位    |
| 4  | 2018年10月24日 | Everything will be all right (LaLuce)     | 4CD+4DVD | D2CE-2956  | 初回限定盤 4形態セット   | 初回限定版 Type-A,B,C,D のセット                      | 4位    |
| 4  | 2018年10月24日 | Everything will be all right (LaLuce)     | CD+DVD   | TYCT-39089 | 初回限定盤 Type-A        |                                                       | 4位    |
| 4  | 2018年10月24日 | Everything will be all right (LaLuce)     | CD+DVD   | TYCT-39090 | 初回限定盤 Type-B        |                                                       | 4位    |
| 4  | 2018年10月24日 | Everything will be all right (LaLuce)     | CD+DVD   | TYCT-39091 | 初回限定盤 Type-C        |                                                       | 4位    |
| 4  | 2018年10月24日 | Everything will be all right (LaLuce)     | CD+DVD   | TYCT-39092 | 初回限定盤 Type-D        |                                                       | 4位    |
| 4  | 2018年10月24日 | Everything will be all right (LaLuce)     | CD       | PROV-5023  | WEB盤                    |                                                       | 4位    |
| 5  | 2018年12月5日  | 愛しか武器がない (ラストアイドル2期生)    | 5CD+5DVD | D2CE-2960  | 初回限定盤 5形態セット   | 初回限定版 Type-A,B,C,D,E のセット                    | 5位    |
| 5  | 2018年12月5日  | 愛しか武器がない (ラストアイドル2期生)    | CD+DVD   | TYCT-39098 | 初回限定盤 Type-A        |                                                       | 5位    |
| 5  | 2018年12月5日  | 愛しか武器がない (ラストアイドル2期生)    | CD+DVD   | TYCT-39099 | 初回限定盤 Type-B        |                                                       | 5位    |
| 5  | 2018年12月5日  | 愛しか武器がない (ラストアイドル2期生)    | CD+DVD   | TYCT-39100 | 初回限定盤 Type-C        |                                                       | 5位    |
| 5  | 2018年12月5日  | 愛しか武器がない (ラストアイドル2期生)    | CD+DVD   | TYCT-39101 | 初回限定盤 Type-D        |                                                       | 5位    |
| 5  | 2018年12月5日  | 愛しか武器がない (ラストアイドル2期生)    | CD+DVD   | TYCT-39102 | 初回限定盤 Type-E        |                                                       | 5位    |
| 5  | 2018年12月5日  | 愛しか武器がない (ラストアイドル2期生)    | CD       | PROV-5025  | WEB盤                    |                                                       | 5位    |
| 6  | 2019年4月17日  | 大人サバイバー (ラストアイドル)           | 4CD+3DVD | D2CE-3375  | 4形態セット              | WEB盤を除く4形態のセット                              | 1位    |
| 6  | 2019年4月17日  | 大人サバイバー (ラストアイドル)           | CD+DVD   | TYCT-39106 | 初回限定盤 Type-A        |                                                       | 1位    |
| 6  | 2019年4月17日  | 大人サバイバー (ラストアイドル)           | CD+DVD   | TYCT-39107 | 初回限定盤 Type-B        |                                                       | 1位    |
| 6  | 2019年4月17日  | 大人サバイバー (ラストアイドル)           | CD+DVD   | TYCT-39108 | 初回限定盤 Type-C        |                                                       | 1位    |
| 6  | 2019年4月17日  | 大人サバイバー (ラストアイドル)           | CD+DVD   | TYCT-30088 | ラスアイ盤（通常盤）     |                                                       | 1位    |
| 6  | 2019年4月17日  | 大人サバイバー (ラストアイドル)           | CD       | PROV-5027  | WEB盤                    |                                                       | 1位    |
| 7  | 2019年9月11日  | 青春トレイン (ラストアイドル)             | 8CD+DVD  | D2CE-4415  | 8形態セット              | WEB盤を除く8形態のセット                              | 3位    |
| 7  | 2019年9月11日  | 青春トレイン (ラストアイドル)             | CD+DVD   | TYCT-39111 | 初回限定盤               |                                                       | 3位    |
| 7  | 2019年9月11日  | 青春トレイン (ラストアイドル)             | CD       | TYCT-30092 | LaLuce盤                 |                                                       | 3位    |
| 7  | 2019年9月11日  | 青春トレイン (ラストアイドル)             | CD       | TYCT-30093 | Good Tears盤             |                                                       | 3位    |
| 7  | 2019年9月11日  | 青春トレイン (ラストアイドル)             | CD       | TYCT-30094 | シュークリームロケッツ盤 |                                                       | 3位    |
| 7  | 2019年9月11日  | 青春トレイン (ラストアイドル)             | CD       | TYCT-30095 | Someday Somewhere盤      |                                                       | 3位    |
| 7  | 2019年9月11日  | 青春トレイン (ラストアイドル)             | CD       | TYCT-30096 | Love Cocchi盤            |                                                       | 3位    |
| 7  | 2019年9月11日  | 青春トレイン (ラストアイドル)             | CD       | TYCT-30097 | 2期生盤                  |                                                       | 3位    |
| 7  | 2019年9月11日  | 青春トレイン (ラストアイドル)             | CD       | TYCT-30098 | 2期生アンダー盤          |                                                       | 3位    |
| 7  | 2019年9月11日  | 青春トレイン (ラストアイドル)             | CD       | PDCV-5022  | WEB盤                    |                                                       | 3位    |
| 8  | 2020年4月15日  | 愛を知る (ラストアイドル)                 | 4CD+3DVD | D2CE-5089  | 4形態セット              | WEB盤を除く4形態のセット                              | 1位    |
| 8  | 2020年4月15日  | 愛を知る (ラストアイドル)                 | CD+DVD   | TYCT-39118 | YM盤                     |                                                       | 1位    |
| 8  | 2020年4月15日  | 愛を知る (ラストアイドル)                 | CD+DVD   | TYCT-39119 | YJ盤                     |                                                       | 1位    |
| 8  | 2020年4月15日  | 愛を知る (ラストアイドル)                 | CD+DVD   | TYCT-39120 | PB盤                     |                                                       | 1位    |
| 8  | 2020年4月15日  | 愛を知る (ラストアイドル)                 | CD       | TYCT-30103 | ラスアイ盤（通常盤）     |                                                       | 1位    |
| 8  | 2020年4月15日  | 愛を知る (ラストアイドル)                 | CD       | PDCV-5028  | WEB盤                    |                                                       | 1位    |
| 9  | 2020年11月4日  | 何人(なんびと)も (ラストアイドル)         | 3CD+2DVD | D2CE-6482  | 3形態セット              | WEB盤を除く3形態のセット                              | 3位    |
| 9  | 2020年11月4日  | 何人(なんびと)も (ラストアイドル)         | CD+DVD   | TYCT-39140 | 初回限定盤 Type-A        |                                                       | 3位    |
| 9  | 2020年11月4日  | 何人(なんびと)も (ラストアイドル)         | CD+DVD   | TYCT-39141 | 初回限定盤 Type-B        |                                                       | 3位    |
| 9  | 2020年11月4日  | 何人(なんびと)も (ラストアイドル)         | CD       | TYCT-30115 | ラスアイ盤（通常盤）     |                                                       | 3位    |
| 9  | 2020年11月4日  | 何人(なんびと)も (ラストアイドル)         | CD       | PDCV-5033  | WEB盤                    |                                                       | 3位    |
| 10 | 2021年4月28日  | 君は何キャラット? (ラストアイドル)        | 4CD+3DVD | D2CE-7973  | 4形態セット              | WEB盤を除く4形態のセット                              | 2位    |
| 10 | 2021年4月28日  | 君は何キャラット? (ラストアイドル)        | 4CD+3DVD | D2CE-7974  | 4形態セット              | WEB盤を除く4形態のセット (公式モバイルサイト会員限定) | 2位    |
| 10 | 2021年4月28日  | 君は何キャラット? (ラストアイドル)        | CD+DVD   | TYCT-39154 | 初回限定盤 Type-A        |                                                       | 2位    |
| 10 | 2021年4月28日  | 君は何キャラット? (ラストアイドル)        | CD+DVD   | TYCT-39155 | 初回限定盤 Type-B        |                                                       | 2位    |
| 10 | 2021年4月28日  | 君は何キャラット? (ラストアイドル)        | CD+DVD   | TYCT-39156 | 初回限定盤 Type-C        |                                                       | 2位    |
| 10 | 2021年4月28日  | 君は何キャラット? (ラストアイドル)        | CD       | TYCT-30122 | ラスアイ盤（通常盤）     |                                                       | 2位    |
| 10 | 2021年4月28日  | 君は何キャラット? (ラストアイドル)        | CD       | PDCV-5034  | WEB盤                    |                                                       | 2位    |
| 11 | 2021年12月8日  | Break a leg! (ラストアイドル)             | 4CD+3DVD | D2CE-10149 | 4形態セット              | WEB盤を除く4形態のセット                              | 3位    |
| 11 | 2021年12月8日  | Break a leg! (ラストアイドル)             | 4CD+3DVD | D2CE-10150 | 4形態セット              | WEB盤を除く4形態のセット (公式モバイルサイト会員限定) | 3位    |
| 11 | 2021年12月8日  | Break a leg! (ラストアイドル)             | CD+DVD   | TYCT-39164 | 初回限定盤 Type-A        |                                                       | 3位    |
| 11 | 2021年12月8日  | Break a leg! (ラストアイドル)             | CD+DVD   | TYCT-39165 | 初回限定盤 Type-B        |                                                       | 3位    |
| 11 | 2021年12月8日  | Break a leg! (ラストアイドル)             | CD+DVD   | TYCT-39166 | 初回限定盤 Type-C        |                                                       | 3位    |
| 11 | 2021年12月8日  | Break a leg! (ラストアイドル)             | CD       | TYCT-30126 | ラスアイ盤（通常盤）     |                                                       | 3位    |
| 11 | 2021年12月8日  | Break a leg! (ラストアイドル)             | CD       | PDCV-5043  | WEB盤                    |                                                       | 3位    |

### アルバム
| 枚 | リリース日    | タイトル       | 販売形態    | 規格品番   | 形態                 | 備考                     | 最高位 |
| -- | ------------- | -------------- | ----------- | ---------- | -------------------- | ------------------------ | ------ |
| 1  | 2022年4月27日 | ラストアルバム | 5CD+BD+3DVD | DSKU-11745 | 4形態セット          | WEB盤を除く4形態のセット | 1位    |
| 1  | 2022年4月27日 | ラストアルバム | CD+BD       | TYCT-69236 | 初回限定盤 Type-A    |                          | 1位    |
| 1  | 2022年4月27日 | ラストアルバム | 2CD+DVD     | TYCT-69237 | 初回限定盤 Type-B    |                          | 1位    |
| 1  | 2022年4月27日 | ラストアルバム | CD+2DVD     | TYCT-69238 | 初回限定盤 Type-C    |                          | 1位    |
| 1  | 2022年4月27日 | ラストアルバム | CD          | TYCT-69239 | ラスアイ盤（通常盤） |                          | 1位    |
| 1  | 2022年4月27日 | ラストアルバム | CD          | PDCV-1147  | WEB盤                |                          | 1位    |

### 映像作品
|   | リリース日     | タイトル     | 販売形態 | 規格品番    | 備考                                    | 最高位 |
| - | -------------- | ------------ | -------- | ----------- | --------------------------------------- | ------ |
| 1 | 2022年10月26日 | ラストライブ | 3DVD     | PDBV-1044/6 | UNIVERSAL MUSIC STORE限定／完全受注生産 | TBA    |

## イベント

### 握手会
デビュー前のグループ握手会のみ記載。
- ラストアイドル握手会（タワーレコード渋谷店）[82]
  - （2017年10月25日） - ラストアイドル暫定メンバー：阿部・吉崎・小澤・安田・蒲原・鈴木・古賀。Good Tears。元暫定メンバー：間島・長月・山田。
  - （2017年11月6日） - ラストアイドル暫定メンバー：阿部・吉崎・大石・安田・蒲原・鈴木・古賀。シュークリームロケッツ。
  - （2017年12月4日） - ラストアイドル暫定メンバー：阿部・吉崎・大石・安田・長月・鈴木・古賀。Someday Somewhere。
  - （2017年12月21日） - ラストアイドル正式メンバー。Love Cocchi。

以降は、シングル発売毎にリリースイベントとしてのグループ握手会と個別握手会が開催されていたが、8thシングル以降、COVID-19の影響によりグループ握手会は実施されておらず、個別握手会も個別オンライントーク会、個別生電話会となっていた。10thシングルより、オンライン以外に個別リアルトーク会が開催され、メンバーとの握手は無いものの、適切な距離を保った直接の会話が可能なイベントが開催されている。

### ライブ
無料イベント
- ラスアイの夏やすみ2018[83]

MAGNET by SHIBUYA109
2018年8月1日・2日・6日・7日・8日・9日・10日・11日・12日・13日・14日・15日・16日・17日
テレビ朝日・六本木ヒルズ 夏祭り SUMMER STATION
2018年8月7日・8日・10日・14日・15日・16日・17日・18日・19日
- ラスアイ 秋の朝練2018（秋葉原Twin Box GARAGE）

2018年9月15日・16日・22日・29日・30日、10月6日・7日・13日・14日・20日・21日、11月3日・10日・17日・24日、12月1日・8日・22日
- ラスアイの朝練2019（秋葉原Twin Box GARAGE）

2019年1月12日・26日、2月9日・16日・23日
※ラスアイの夏やすみ2019は有料チケット制となり、朝練は上記以降開催されていない。
有料イベント
- ラスアイ1期生の夜ライブ（ラスアイのヨルライ）（2018年10月 - 、新宿KeyStudio）
- ラスアイ2期生の夜配信（ラスアイのニキハイ）（2018年10月10日・18日・22日・31日、11月8日・14日・21日・28日、秋葉原Twin Box GARAGE）

### ファッションイベント
- 関西コレクション2018 SPRING & SUMMER（2018年3月21日、京セラドーム大阪） - ライブアクトにラストアイドル1期メンバーが出演、ファッションモデルとしてメンバー12名が参加。 - 清原、西村、小澤、相澤、石川、池松、松本、山田、中村、高橋真由、鈴木、安田
- 超十代2019（2019年3月26日、幕張メッセ国際展示場） - ライブアクトにLaLuce、西村、石川、2期生が出演、ファッションモデルとしてファミリーメンバー10名が参加。
- GirlsAward
  - 2019 SPRING/SUMMER（2019年5月18日） - ライブアクトにラストアイドル全員で「大人サバイバー」披露[84]、ファッションモデルとして阿部菜々実出演[84]。
  - 2019 AUTUMN/WINTER（2019年9月28日） - ライブアクトにラストアイドル全員で「青春トレイン」披露[85]、ファッションモデルとして阿部菜々実出演[85]。
- 東京ガールズコレクション 2019 AUTUMN/WINTER（2019年9月7日） - オープニングアクトで「青春トレイン」披露（阿部、長月、西村、畑、間島、町田、安田、山本、米田）[86]、ファッションモデルとして阿部菜々実出演。

### 限定イベント
- ラストアイドルスタンプ帳 コンプリート者対象 限定クリスマスイベント（2018年12月24日、KeyStudio）
- スタンプコンプリート者限定 スペシャルイベント（2019年5月6日、AKIBAカルチャーズ劇場）
- スタンプコンプリート者限定「第3回 ラスアイ ファンミーティング」（2019年7月20日、KeyStudio）
- 第4回 ラスアイ ファンミーティング（2020年3月15日、延期のちに中止）

### その他
- 大学対抗 女子大生アイドル日本一決定戦 UNIDOL 2018（2018年8月24日、新木場スタジオコースト） - サプライズゲスト出演[87]

## コンサート
- ラストアイドルファミリーファーストコンサート（2018年2月14日、Zepp Tokyo）[88]
- ラストアイドルファミリー2ndシングル発売記念コンサート in Zepp DiverCity （2018年4月18日、Zepp DiverCity）[89]
- ラストアイドル1周年記念コンサート （2018年12月19日、TOKYO DOME CITY HALL）[90]
- ラストアイドル2周年記念クリスマスコンサート（2019年12月25日、カルッツかわさき）[91]
- ラストアイドル3周年記念コンサート（2020年12月29日、TOKYO DOME CITY HALL）[92]
- ラストアイドル4周年記念コンサート（2021年12月21日、パシフィコ横浜）[93]
- ラストアイドル ラストライブ（2022年5月29日、東京ガーデンシアター）
  - 昼の部：ラストアイドル ラストライブ LAST DANCE
  - 夜の部：ラストアイドル ラストライブ LAST SMILE
- ラストアイドル 5年間ありがとう Farewell Party（2022年5月31日、KT Zepp Yokohama）

## 出演

### テレビ
- ラストアイドル（テレビ朝日）
  - （2017年8月13日 - 12月24日） - 1st season（ファーストシーズン）
  - （2018年1月14日 - 4月1日） - 2nd season（セカンドシーズン）
  - （2018年4月15日 - 9月30日） - 3rd season（サードシーズン）

- ラストアイドル〜ラスアイ、よろしく！〜（テレビ朝日）
  - （2018年10月7日 - 2019年9月29日） -  4th season（フォースシーズン）
  - （2019年10月3日 - 2022年3月26日）

### CM
- ドラゴンエッグ（2020年4月、ルーデル）[94] - 西村、下間、篠原、阿部、高橋みのり、小澤、池松

### 映画
- がっこうぐらし!（2019年1月25日公開）- 阿部、長月、間島、清原、相澤、朝日、山本愛梨

### ゲーム
- ガールズビートステージ♪（2019年6月19日[95]、7月10日[96] - 2020年5月31日、GMOプレイミュージック）
- ドラゴンエッグ（2020年4月10日、ルーデル）[94] - 西村、下間、篠原、阿部、高橋みのり、小澤、池松
- アイコイノート（2020年4月27日、GMOプレイミュージック）[97] - 橋本、水野、佐佐木、山本、町田、大場、下間、栗田、岩間、宇田川、岡村、奥村、木崎、久保田、篠原、首藤、白石、高木、髙橋美海、高橋みのり、宮田、米田

### ネット配信
- ラストアイドル in AbemaTV（2018年6月3日 - 8月26日、AbemaTV）
- スカパー! 朝のTwitterドラマ
  - 「ジェットコースター」（2019年7月8日 - 13日）- 長月
  - 「自転車の鍵」（2019年7月15日 - 19日）- 阿部
  - 「遊園地めし」（2019年8月19日 - 23日） - 橋本
  - 「腕相撲」（2019年9月30日 - 10月11日）- 小澤、松本
  - 「絵本の読み聞かせ」（2019年12月9日 - 14日）- 篠原
- ラスアイのクロ歴史だってよ!!（2020年9月19日、ABEMA） - 西村、長月、相澤、池松、白石、篠原、髙橋美海、畑、間島、安田[98]

### 舞台
- 舞台『球詠』（2021年6月24日 - 6月30日、草月ホール） - 大森、長月、小澤、松本、白石、篠原、畑、高橋みのり、大場、籾山、間島、栗田、岡村、奥村、鈴木、町田、髙橋美海、宇田川[99]
- 舞台『球詠 ～vs 影森・梁幽館編～』（2022年2月17日 - 2月23日、新宿村LIVE） - 大森、籾山、小澤、松本、篠原、米田、大場、高橋みのり、栗田、岡村、奥村、白石、久保田、鈴木、相澤、山本愛梨、宇田川、高橋美海、高木[100]